# Sin Hecsol
Shin Hae-chul (Szöul, 1968. május 6. – 2014. október 27.) egy dél-koreai énekes-dalszövegíró és zenei producer volt, aki a koreai kísérleti rockzene úttörőjeként lett ismert. Karizmatikus megjelenése miatt "Démonuraként" vagy "Ördögként" utaltak rá a rajongók. Orvosi műhiba miatt hunyt el, miután 2014-ben műtéten esett át.

## Élete

### Fiatalkora
1968. május 6-án született Szöulban, Dél-Koreában. 1987-ben beiratkozott a Sogang Egyetemre, ahol filozófiát tanult, amit abbahagyott, hogy zenei karrierjére koncentráljon.

### Magánélete
2002. szeptember 29-én elvette feleségül Yoon Won-hee-t, közvetlenül a 2002-es választás előtt. Két gyerekük született, Shin Dong-won és Shin Ji-yoo. Első jazz albumát 2007-ben adta ki The Songs for the One néven, amit lányának és feleségének szentelt.
Shinről egy TV-műsorban (MBC Goldfish), ahol vendégszerepelt, kiderült, hogy proszopagnóziában szenved. Ezt követően egy vadonatúj tévés vígjáték-műsort vezetett 100-second Debate néven (2007 májusa óta). 2007. július 29-én Lee Kyung-kyu Hidden Camera című TV-sorozatában (vendégszereplőként) az áldozat szerepében jelent meg.

### Halála
2014. október 17-én a Sky Kórházban Shint Dr. Kang Se Hoon kezelte gyomor-bélrendszeri problémák miatt. Kang gyomorcsökkentő műtétet hajtott végre Shin beleegyzése nélkül. A műtét során Kang kilyukasztotta Shin felső vékonybelét és a szívburokját, ami később peritonitist eredményezett. Miután belázasodott, melyet a műtét után normálisnak mondtak, Shin október 22-én szívrohamot kapott, végül október 27-én peritonitisben, pericarditisben, szepszisben és agykárosodásban halt meg oxigénhiány miatt. Barátai felszólítására Shin családja rövid időn belül leállította a hamvasztást, s boncot kért. 2015 márciusában a Songpa rendőrsége megállapította, hogy az elhalálozást orvosi műhiba okozta, ezért Dr. Kang törölve lett az orvosi nyilvántartásból, pénzbírsággal lett sújtva és egy év börtönbüntetésre ítélték. Shin hivatali visszaélésekből eredően bekövetkezett halála a törvény felülvizsgálatához vezetett Dél-Koreában, lehetővé téve egy állami fenntartású ügynökség segítségét a műhiba eseteiben. A törvényt "Shin Hae-chul törvénynek" nevezik.

## Diszkográfia

### Muhangwedo

#### Stúdiós albumok
| Cím                               | Album részletei                                 |
| --------------------------------- | ----------------------------------------------- |
| (When Our Lives Are Almost Over)* | - Kiadási év: 1989 - Címke: Danal Entertainment |
| * Nem hivatalos angol fordítás    |                                                 |

### Szólóművészként

#### Stúdiós albumok
| Cím                            | Album részletei                                                           |
| ------------------------------ | ------------------------------------------------------------------------- |
| (Don't Put on a Sad Face)*     | - Kiadás: 1990. május 1. - Címke: HKR, Danal Entertainment                |
| Myself                         | - Kiadás: 1991. március 20. - Címke: Daeyoung AV Co., Danal Entertainment |
| Crom's Techno Works            | - Kiadás: 1998. június 1. - Címke: DMR, Bugs                              |
| Monochrom                      | - Kiadás: 1999. május 1. - Címke: Doremi, Bugs                            |
| The Songs for the One          | - Kiadás: 2007. január 29. - Címke: CJ E&M Music                          |
| * Nem hivatalos angol fordítás |                                                                           |

#### Bővített darabok
| Cím                  | Album részletei                                                       |
| -------------------- | --------------------------------------------------------------------- |
| Reboot Myself Part 1 | - Kiadás: 2014. június 26. - Címke: Daeyeong A/V, Danal Entertainment |

## Könyvek
- Shin Hae-chul; Ji Seung-ho (2008) – Buen Libro ISBN 8995968230
- Shin Hae-chul (2014) –  Munhakdongne Publishing Corp. ISBN 8954634761

## Judas Priest és a Metal Messiah
A Judas Priest 2001-ben kiadott Demolition című albumán belül található egy Metal Messiah című dal, mely hangzásban hasonlít a Shin Hae-chul által kiadott Monocrom című albumon található Machine Messiah című számra. E két szám között az lehetett az összefüggés, hogy Chris Tsngarides Shinnek és a Judas Priestnek is producere volt. Habár Shin nem akart jogi lépéseket tenni a zenekarral szemben, ennek következtében és egyértelműen ez arra utal, hogy a “Machine Messiah” és emellett a “Demo.69” is engedély nélkül lett felhasználva.